# Younoussi Touré
Younoussi Touré (Niodougou, Malí, 27 de diciembre de 1941-París, 17 de octubre de 2022) fue un político maliense. Fue Primer ministro de Malí desde el 9 de junio de 1992 hasta el 12 de abril de 1993 y fue el primer Primer Ministro designado bajo la presidencia de Alpha Oumar Konaré. Touré fue presidente del partido político Unión por la República y la Democracia (URD) de 2003 a 2014. Fue primer vicepresidente de la Asamblea Nacional de 2007 a 2012 y presidente de la Asamblea Nacional de 2012 a 2013.

## Biografía
Asistió a la escuela primaria y secundaria en Niafunké, a la Escuela de Artesanía de Sudán, a la Escuela Normal de Sévaré, a la Escuela Normal de Katibougou y a la Escuela Secundaria Askia Mohamed, antes de ir a la Universidad Cheikh-Anta-Diop ya la Escuela Técnica del Banco de Francia.
Obtuvo un posgrado en Economía y trabajó en el Banco Central de Malí donde fue gerente general antes de convertirse en asesor especial del Gobernador del Banco Central de África Occidental (BCEAO).
Se desempeñó como Primer Ministro durante casi un año. Konaré aceptó la renuncia de su gobierno el 9 de abril de 1993 y nombró a Abdoulaye Sékou Sow para sucederlo el 12 de abril. 
Fue nombrado uno de los seis miembros de la Comisión de la Unión Económica y Monetaria de África Occidental (UEMOA) el 30 de enero de 1995.  Cuando se fundó el partido político Unión por la República y la Democracia (URD) en junio de 2003, Touré fue elegido como su presidente.
En las elecciones parlamentarias de julio de 2007 fue elegido miembro de la Asamblea Nacional en una lista URD en el distrito de Niafunké; la lista obtuvo el 50,16% de los votos del distrito, lo que convirtió a Touré en uno de los trece candidatos de todo el país para ser elegido en la primera vuelta. Fue elegido como Primer Vicepresidente de la Asamblea Nacional en septiembre de 2007. 
Tras el golpe de marzo de 2012, Dioncounda Traoré, presidente de la Asamblea Nacional asumió el cargo de presidente interino de Malí en abril de 2012. En consecuencia el puesto de presidente de la Asamblea Nacional se consideró vacante y Touré como primer vicepresidente de Malí. La decisión de declarar vacante el cargo y designar un sucesor fue remitida a la Corte Constitucional para su confirmación y la corte dio su aprobación el 8 de junio de 2012. Continuó presidiendo la Asamblea Nacional hasta las elecciones parlamentarias de noviembre de 2013 en las que no se presentó a la reelección. 
En el III Congreso Ordinario de la URD en noviembre de 2014, Soumaïla Cissé sucedió a Younoussi Touré como presidente de la URD. En cambio Touré fue designado presidente honorario. 
Touré murió en París (Francia) el 17 de octubre de 2022 a la edad de 80 años.